# وارکتون
وارکتون (به انگلیسی: Warkton) یک روستا و محله مدنی در بریتانیا است که در Kettering واقع شده‌است. وارکتون ۱۳۶ نفر جمعیت دارد.